# 馮錫圭
馮錫圭（？—？），福建晉江人，台灣明鄭時期的政治人物。工官馮澄世三子、忠誠伯馮錫範之弟。1674年（永曆二十八年），馮錫圭從王鄭經跨海西征滿清，督理漳州鹽務、徵收雜糧。1679年，隨鄭經敗返東寧承天。陳永華逝世後，其侄陳繩武隨之失勢，馮錫圭繼任兵官之職。1683年，曾兩度奉鄭克塽降表前往澎湖向清朝水師提督施琅納款。降清後，編入漢軍正白旗管束。